# Epiplema repandaria
Epiplema repandaria är en fjärilsart som beskrevs av Walker 1869. Epiplema repandaria ingår i släktet Epiplema och familjen Uraniidae. Inga underarter finns listade i Catalogue of Life.